# Senosecchia
Senosecchia, già Senosechia, (in sloveno Senožeče, in tedesco Senosetsch) è una frazione del comune di Divaccia, all'estremità nord-orientale del Carso sloveno.

## Geografia fisica

### Corsi d'acqua
Senožeški potok

### Alture principali
Monte Auremiano (Velika Vremščica), 1027 m; Slatna, 914 m; Dobravšni vrh, 767 m; Lunovci, 740 m; Matičnik, 768 m; Ajdovec, 718 m; Goli vrh, 710 m.

## Storia
Dopo la caduta dell'Impero romano d'Occidente, e la parentesi del Regno ostrogoto, a seguito della Guerra gotica promossa dall'imperatore Giustiniano I il suo territorio entrò a far parte dei domini bizantini.

Dopo la calata, nel 568, attraverso la Valle del Vipacco nell'Italia settentrionale dei Longobardi, seguiti poi da popolazioni slave, rimase sotto dominio dell'Istria bizantina.

Dopo una parentesi di dominazione longobarda dal 751 ad opera del loro re Astolfo, questa parte del Carso assieme all'Istria tornò in mano bizantine dal 774.
Annientati i Longobardi, Carlo Magno, re dei Franchi, nel 788 occupò anche l'Istria bizantina inglobandola nel Regnum Italiae affidato da Carlo al figlio Pipino; nell'803 venne istituita la Marchia Austriae et Italiae che comprendeva il Friuli, la Carinzia, la Carniola e l'Istria. Alla morte di Pipino nell'810, il territorio passò in mano al figlio Bernardo.

Con la morte di Carlo Magno nell'814 la carica imperiale passò a Ludovico I che affidò il Regno d'Italia al suo primogenito Lotario, il quale già nell'828 (dopo aver deposto Baldrico per non aver saputo difendere le frontiere orientali dagli Slavi) divise la parte orientale del Regno, ossia la Marca Orientale (o del Friuli), in quattro contee: Verona, Friuli, Carniola e Istria (comprendente il Carso e parte della Carniola interna). Da allora le contee del Friuli e dell'Istria vennero conglobate nella nuova “marca d'Aquileia”, come parte del Regno d'Italia.
In seguito al Trattato di Verdun, nell'843, il suo territorio entrò a far parte della Lotaringia in mano a Lotario I e più specificatamente dall'846 della Marca del Friuli, in mano al marchese Eberardo a cui succedettero prima il figlio Urnico e poi l'altro figlio Berengario.
Cessato il dominio franco con la deposizione di Carlo il Grosso, Berengario, divenuto re d'Italia, passò il marchesato aquileiese al suo vassallo Vilfredo che venne poi nell'895 da lui nominato marchese del Friuli e dell'Istria.
Nel 952 l'imperatore Ottone I obbligò il re d'Italia Berengario II a rinunciare alle contee “Friuli et Istria”, unendole al Impero romano-germanico e subordinandole al ducato di Baviera tenuto dal suo fratellastro Enrico I a cui successe il figlio Enrico II.
Nel 976 passò al Ducato di Carinzia appena costituito dall'imperatore Ottone II.
Nel 1027 il Patriarcato di Aquileia venne proclamato da Corrado II, nella dieta di Verona, “feudo immediato dell'impero”, venendo così tolto dalla dipendenza dei duchi di Carinzia; nel 1028 tutto il Carso venne assegnato al Patriarcato di Aquileia.

Nel 1077 il Patriarcato venne innalzato (e costituito dall'imperatore Enrico IV) a Principato ecclesiastico di Aquileia, che ebbe influenza, mediante apposito diploma emesso lo stesso anno dall'imperatore, anche sulla marca di Carniola e sulla contea dell'Istria (quest'ultima già dal 1040 avente lo status di Marchia et Comitatus Histriae, e dal 1070 ceduta dall'imperatore a Marquardo III di Eppenstein; Marquardo III, aveva sposato Edvige o Haldemud, figlia di Wilpurga e Variento, duca del Friuli e signore di Gorizia, dal quale ereditò le signorie isontine).
Dall'XI secolo comparvero sulle coste triestine i Duinati, una stirpe di guerrieri germanici che si stabilirono nei resti della torre romana di Duino.

Inizialmente i rapporti tra i patriarchi e i cavalieri di Duino (vassalli dei primi) furono cordiali; dal Patriarcato di Aquileia avevano in feudo tre estesi domini: Duino, da cui presero il nome, Senosecchia e Primano, ma successivamente i Duinati strinsero solidi rapporti con i potenti conti di Gorizia, divenendone ministeriali.

Il rapporto tra Duinati e i conti goriziani durò fino al 1336, quando i Duinati si misero sotto la protezione (assieme a tutti i propri possedimenti) dei duchi d'Austria e cioè alla potente famiglia degli Asburgo, i quali in questo modo indiretto per la prima volta raggiunsero il mare; il passaggio di alleanza fu dovuto soprattutto all'esigenza di trovarsi un protettore più potente dalle insidie e dai pericoli rappresentati dalla forte ondata espansionista veneziana nell'Adriatico settentrionale che riprese vigore agli inizi del XIV secolo.

La famiglia dei conti di Duino però si estinse nel 1399 con Ugo IX e la signoria passò all'Austria che ne investì i signori di Walsee.

Nel 1464 gli ultimi dei Walsee, i fratelli Volfango e Roberto (o Lamberto), si suddivisero i possedimenti; nel 1472 Roberto vendette poi tutte le proprietà del ramo a lui assegnato (castello di Duino e i rimanenti beni e feudi sul Carso e nell'Istria) all'imperatore Federico III.

Duino, assieme ad altri feudi del Carso, fu ceduta alla Carniola nel 1524 a sua volta parte del Circolo austriaco del Sacro Romano Impero.
Nel 1661 risulta un possedimento della potente famiglia dei Porcia.
Con il trattato di Schönbrunn (1809) entrò a far parte delle Province Illiriche.
Col Congresso di Vienna nel 1815 rientrò in mano austriaca nel Regno d'Illiria; passò poi nel 1849 sotto il profilo amministrativo alla Carniola interna, come comune autonomo inserito nel distretto di Postumia; era noto con il toponimo tedesco di Senosetsch e con quello sloveno di Senožeče.
Dopo la prima guerra mondiale passò, come tutta la Venezia Giulia, al Regno d'Italia come comune, comprendente Gaberce Auremiano (Gabrče), nel Distretto di Postumia della ripartizione Carinzia e Carniola; nel 1923 il comune venne inserito nel circondario di Postumia della provincia di Trieste.
Nel 1926 vi vennero aggregati i soppressi comuni di Lase, Sinadole e Villabassa di Senosecchia.
Fu soggetta alla Zona d'operazioni del Litorale adriatico (OZAK) tra il settembre 1943 e il maggio 1945 e dopo la seconda guerra mondiale il suo territorio passò alla Jugoslavia; attualmente Senosecchia (denominata ufficialmente Senožeče) è frazione del comune di Divaccia.